# Produkt podwójnego zastosowania
Produkt podwójnego zastosowania (ang. dual use) – produkt, włącznie z oprogramowaniem i technologią, który może być używany zarówno do celów cywilnych jak i wojskowych. Przykładami takich produktów jest system GPS i drony. 